# (5057) 1987 DC6
(5057) 1987 DC6 là một tiểu hành tinh vành đai chính. Nó được phát hiện bởi Henri Debehogne ở Đài thiên văn La Silla ở Chile ngày 22 tháng 2 năm 1987.